# Babîci, Șîșakî
Babîci (în ucraineană Бабичі) este un sat în așezarea urbană Șîșakî din regiunea Poltava, Ucraina.

## Demografie
Componența lingvistică a localității Babîci
     Ucraineană (83,33%)
     Rusă (16,67%)
Conform recensământului din 2001, majoritatea populației localității Babîci era vorbitoare de ucraineană (83,33%), existând în minoritate și vorbitori de rusă (16,67%).